# 깨오 퐁쁘라윤
깨오 퐁쁘라윤(태국어: แก้ว พงษ์ประยูร, 1980년 3월 28일~)은 태국의 권투 선수이다. 2012년 하계 올림픽 남자 라이트플라이급에서 은메달을 획득했으며 아시아 선수권 대회에서 금메달 1개를 획득했다. 또한 동남아시아 경기 대회에 6회 참가하여 금메달 4개, 동메달 2개를 획득했다.